# Anatoli Grishin
Anatoli Grishin (8 de julio de 1939-14 de junio de 2016) fue un deportista soviético que compitió en piragüismo en la modalidad de aguas tranquilas. 
Participó en los Juegos Olímpicos de Tokio 1964, obteniendo una medalla de oro en la prueba de K4 1000 m. Ganó dos medallas en el Campeonato Mundial de Piragüismo, en los años 1963 y 1966, y siete medallas en el Campeonato Europeo de Piragüismo entre los años 1961 y 1969.

## Palmarés internacional
| Juegos Olímpicos   | Juegos Olímpicos      | Juegos Olímpicos  | Juegos Olímpicos |
| Año                | Lugar                 | Medalla           | Competición      |
| ------------------ | --------------------- | ----------------- | ---------------- |
| 1964               | Tokio (Japón)         | Medalla de oro    | K4 1000 m        |
| Campeonato Mundial |                       |                   |                  |
| Año                | Lugar                 | Medalla           | Competición      |
| 1963               | Jajce (Yugoslavia)    | Medalla de bronce | K2 1000 m        |
| 1966               | Berlín Oriental (RDA) | Medalla de oro    | K4 10 000 m      |
| Campeonato Europeo |                       |                   |                  |
| Año                | Lugar                 | Medalla           | Competición      |
| 1961               | Poznań (Polonia)      | Medalla de plata  | K4 1000 m        |
| 1961               | Poznań (Polonia)      | Medalla de plata  | K4 10 000 m      |
| 1963               | Jajce (Yugoslavia)    | Medalla de bronce | K2 1000 m        |
| 1965               | Bucarest (Rumania)    | Medalla de bronce | K4 10 000 m      |
| 1967               | Duisburgo (RFA)       | Medalla de plata  | K4 1000 m        |
| 1967               | Duisburgo (RFA)       | Medalla de oro    | K4 10 000 m      |
| 1969               | Moscú (URSS)          | Medalla de bronce | K4 1000 m        |